# بورديتيلا بيترية
بورديتيلا بيترية (الاسم العلمي: Bordetella petrii) هي نوع من البكتيريا، سلبية الغرام، تتبع جنس البورديتيلا.